# Tschadische Fußballnationalmannschaft der Frauen
Die tschadische Frauenfußballnationalmannschaft ist eine Auswahlmannschaft der Fédération Tchadienne de Football Association, die das Land Tschad auf internationaler Ebene bei Frauen-Länderspielen vertritt. Die Mannschaft nahm bislang nur an der Zentralafrikameisterschaft teil, jedoch nicht am Afrika-Cup oder an Weltmeisterschaften. Derzeitiger Trainer ist Galleboui Nagoya Aimée.

## Geschichte
Ihr erstes Spiel absolvierte die Mannschaft im Rahmen der Qualifikation für das Fußballturnier der Olympischen Spiele 2020. Das Spiel gegen Algerien wurde mit 2:0 verloren. Nach einem Unentschieden im Rückspiel verpasst die Mannschaft die Qualifikation. Bei der Zentralafrikameisterschaft 2020 erzielte das Team jeweils ein Unentschieden gegen die Zentralafrikanische Republik, Gabun und Äquatorialguinea und verlor gegen die Demokratische Republik Kongo. Damit belegte die Mannschaft beim Turnier den vierten Platz. Bei der Qualifikation für das Fußballturnier der Olympischen Spiele 2024 verlor der Tschad beide Spiele gegen Äthiopien und schied damit in der ersten Qualifikationsrunde aus.

## Turniere

### Weltmeisterschaft
- 1991 bis 2023 – nicht teilgenommen
- 2027 – zurückgezogen

### Afrika-Cup
- 1991 bis 2025 – nicht teilgenommen
- 2025 – vor Begin der Qualifikation zurückgezogen

### Zentralafrikameisterschaft
- 2020 – Vierter Platz